# Merizo
Merizo (czamorro: Malesso’) – okręg administracyjny Guamu i jednocześnie jedna z miejscowości. Okręg ma powierzchnię 16 km², a zamieszkany jest przez 1850 osób (dane spisowe z 2010).